# Faiz Lake
Faiz Lake är en sjö i Bangladesh.   Den ligger i provinsen Chittagong, i den sydöstra delen av landet, 210 km sydost om huvudstaden Dhaka. Faiz Lake ligger 35 meter över havet.
Runt Faiz Lake är det i huvudsak tätbebyggt. Runt Faiz Lake är det mycket tätbefolkat, med 10 000 invånare per kvadratkilometer.